# 410 (Viña Bus)
El servicio 410 es un recorrido de buses urbanos de la ciudad de Gran Valparaíso. Opera entre el Sector Reñaca Alto en la comuna de Viña Del Mar y el sector del Cerro Los Placeres en la comuna de Valparaíso.
Forma parte de la Unidad 4 del sistema de buses urbanos de la ciudad de Gran Valparaíso, siendo operada por la empresa Viña Bus S.A.

## Zonas que sirve
|  | Viña Del Mar |
|  | Valparaíso   |

## Recorrido[1]

### Ida
- Viña Del Mar
  - Calle 18
  - Av. Séptima
  - Calle 16
  - Av. Décima
  - Calle 11
  - Av. Octava
  - Calle 7
  - Av. Séptima
  - Calle 5
  - Av. Sexta
  - Calle 4
  - Av. Segunda
  - Calle 2
  - Av. Primera
  - Av. Alemania
  - Dionisio Hernández
  - Av. Mar De Chile
  - Camino Internacional
  - Av. Alessandri
  - 15 Norte
  - San Antonio
  - Quillota
  - 1 Norte
  - Puente Quillota
  - Quillota
  - Arlegui
  - Traslaviña
  - Oriental
  - Etchevers
  - Gregorio Maragñon
  - Av. Villa Montes
  - Av. Agua Santa
- Valparaíso
  - Av. Matta
  - Hamburgo
  - Frankfurt
  - Maria Eislers
  - 12 De octubre
  - Camino Fiscal
  - Javiera Carrera
  - Carmen
  - Plaza La Conquista

### Regreso
- Valparaíso
  - Plaza La Conquista
  - Mercedes
  - Javiera Carrera
  - Av. Matta
- Viña Del Mar
  - Av. Agua Santa
  - Av. Villa Montes
  - Gregorio Maragñon
  - Andalucía
  - Logroño
  - Gregorio Maragñon
  - Etchevers
  - Oriental
  - Traslaviña
  - Álvarez
  - Quillota
  - Av. La Marina
  - Puente Mercado
  - 5 Oriente
  - 6 Oriente
  - 15 Norte
  - Av. Alessandri
  - Rotonda Santa Julia
  - Camino Internacional
  - Rotonda Las Maravillas
  - Av. Mar De Chile
  - Av. Alemania
  - Av. Primera
  - Calle 2
  - Av. Segunda
  - Calle 4
  - Av. Sexta
  - Calle 5
  - Av. Séptima
  - Calle 7
  - Av. Octava
  - Calle 11
  - Av. Décima
  - Calle 16
  - Av. Séptima
  - Calle 18